# Glória in Rio
Glória in Rio é um álbum ao vivo de Fernanda Brum, gravado em 7 de maio de 2011 e lançado no mês de agosto do mesmo ano. A gravação ao vivo foi lançada em DVD e CD, sendo seu décimo primeiro álbum e quarto álbum de vídeo. A obra reúne canções do trabalho anterior, Glória, faixas inéditas e uma homenagem ao Rebanhão a qual a artista regravou a canção "Palácios". Neste trabalho houve participações especiais dos cantores e produtores Emerson Pinheiro, que canta duas músicas, "Rio de Janeiro" e "Mergulhei", que fazem parte do seu álbum, Adorarei, Kleber Lucas e Pregador Luo. Por vender mais de setenta mil cópias no Brasil, a obra foi certificada com disco de platina pela ABPD.
A versão Deluxe do álbum foi disponibilizada nas plataformas digitais no dia 12 de Junho de 2022, e traz as faixas que não estiveram presentes na versão física do CD, apenas no DVD.

## Faixas do CD
1. "Máscaras" - 5:14
2. "A Glória do Pai" (Part: Jairo Bonfim e Coral Renovasoul) - 4:11
3. "Canta Minh'Alma" - 4:04
4. "Serpentes no Deserto" - 4:48
5. "Rio de Janeiro" (Part: Emerson Pinheiro) - 2:24
6. "Palácios" - 6:18
7. "Vem Sobre Mim" - 4:31
8. "Tempo de Crescer" (Part: Kleber Lucas) - 4:48
9. "Enquanto Eu Chorava" - 6:08
10. "A Tua Glória Faz" - 7:03
11. "No Sangue e No Fogo" - 4:43
12. "A Visão da Glória" - 9:45
13. "Mergulhei" (Part: Emerson Pinheiro) - 4:31
14. "Pavão Pavãozinho" (Part: Pregador Luo) - 7:53
15. "Videira" (Part: Afrolata) - 5:13

## faixas do DVD / Deluxe
1. "Máscaras" - 5:14
2. "Eu quero Ir Além" - 5:42
3. "A Glória do Pai" (Part: Jairo Bonfim e Coral Renovasoul) - 5:08
4. "Canta Minh'Alma" - 4:50
5. "Serpentes no Deserto" - 4:57
6. "Rio de Janeiro" (Part: Emerson Pinheiro) - 3:03
7. "Palácios" - 7:33
8. "Vem Sobre Mim" - 5:06
9. "Tempo de Crescer" (Part: Kleber Lucas) - 5:44
10. "Enquanto Eu Chorava" - 7:02
11. "A Tua Glória Faz" - 7:03
12. "No Sangue e No Fogo" - 4:43
13. "A Visão da Glória" - 4:49
14. "Espontâneo" - 9:45
15. "Mergulhei" (Part: Emerson Pinheiro) - 4:31
16. "Ninguém vai me Segurar" - 4:43
17. "Pavão Pavãozinho" (Part: Pregador Luo) - 6:36
18. "Videira" (Part: Afrolata) - 5:13